# Grallaria ruficapilla
A Grallaria ruficapilla a madarak osztályának verébalakúak (Passeriformes) rendjébe és a hangyászpittafélék (Grallariidae) családjába tartozó faj.

## Rendszerezése
A fajt Frédéric de Lafresnaye francia ornitolóus írta le 1789-ben.

## Alfajai
- Grallaria ruficapilla albiloris Taczanowski, 1880
- Grallaria ruficapilla avilae Hellmayr & Seilern, 1914
- Grallaria ruficapilla connectens Chapman, 1923
- Grallaria ruficapilla interior Zimmer, 1934
- Grallaria ruficapilla nigrolineata P. L. Sclater, 1890
- Grallaria ruficapilla perijana Phelps & Gilliard, 1940
- Grallaria ruficapilla ruficapilla Lafresnaye, 1842[1]

## Előfordulása
Az Andok északnyugati részén, Ecuador, Kolumbia, Peru és Venezuela területén honos. Természetes élőhelyei a szubtrópusi vagy trópusi hegyi esőerdők és magaslati cserjések, valamint másodlagos erdők. Állandó, nem vonuló faj.

## Megjelenése
Testhossza 18,5 centiméter.

## Természetvédelmi helyzete
Az elterjedési területe nagyon nagy, egyedszáma pedig növekszik. A Természetvédelmi Világszövetség Vörös listáján nem fenyegetett fajként szerepel.